# 田川市立病院
田川市立病院（たがわしりつびょういん）は、福岡県田川市にある市立の病院。福岡県災害拠点病院。

## 診療科
- 循環器内科
- 消化器内科
- 腎臓内科
- 糖尿病内分泌内科
- 呼吸器内科
- 緩和ケア内科
- 小児科
- 外科
- 呼吸器外科
- 整形外科
- 形成外科
- 皮膚科
- 泌尿器科
- 産婦人科
- 眼科
- 総合診療科
- 麻酔科
- 放射線科
- 歯科・歯科口腔外科

## 医療機関の指定・認定
- 保険医療機関[2]
- 労災保険指定医療機関[2]
- 指定自立支援医療機関（更生医療）
- 指定自立支援医療機関（精神通院医療）
- 身体障害者福祉法指定医の配置されている医療機関[2]
- 精神保健指定医の配置されている医療機関[2]
- 生活保護法指定医療機関（中国残留邦人等の円滑な帰国の促進並びに永住帰国した中国残留邦人等及び特定配偶者の自立の支援に関する法律（平成６年法律第３０号）に基づく指定医療機関を含む。）
- 結核指定医療機関[2]
- 指定養育医療機関[2]
- 指定小児慢性特定疾病医療機関[2]
- 難病の患者に対する医療等に関する法律（平成26年法律第50号）に基づく指定医療機関[2]
- 原子爆弾被害者指定機関[2]
- 原子爆弾被害者一般疾病医療機関[2]
- 第二種感染症指定医療機関[2]
- 母体保護法指定医の配置されている医療機関[2]
- 災害拠点病院（地域[3]）[2]
- 臨床研修病院（基幹型、協力型[4]）[2]
- 在宅療養後方支援病院[2]
- DPC対象病院[2]
- 救急告示医療機関[2]
- 病院群輪番制参加医療機関[2]
- 公益財団法人日本医療機能評価機構認定病院[5]
- このほか、各種法令による指定・認定病院であるとともに、各学会の認定施設でもある。

## 交通アクセス
- 平成筑豊鉄道伊田線「田川市立病院駅」より「田川市立病院シャトルカー」にて往復送迎[6]